# Discogs
Discogs (englisch discographies, deutsch ‚Diskografien‘) ist eine kostenlose, von Mitgliedern aufgebaute Online-Datenbank für Diskografien von Musikern und Musiklabels. Der Sitz ist in Portland, Oregon in den Vereinigten Staaten.
Der Betrieb der Datenbank finanziert sich aus der Vermittlung des Verkaufs von meist gebrauchten Tonträgern, der für den Verkäufer gebührenpflichtig ist. Discogs veröffentlicht als privates kommerzielles Unternehmen keine Gewinn- und/oder Umsatzzahlen. Der Umsatz von Discogs wurde im Jahr 2015 auf 43,5 Millionen USD geschätzt. Discogs gehört zu den 10 größten Online-Marktplätzen in Europa.

## Geschichte
Discogs wurde im Oktober 2000 vom damaligen Intel-Programmierer Kevin Lewandowski (* 1974) in Portland (Oregon) gegründet. Anfänglich wollte Lewandowski die eigene Plattensammlung auf seiner Website verwalten, was bald Anklang fand und sich schnell zu einem ehrgeizigen Projekt entwickelte. Eine umfassende Übersicht über das Genre der elektronischen Musik entstand.
Wegen enormen Benutzerzuwachses entschied man sich alsbald, die Datenbank auf weitere Genres auszuweiten (z. B. Hip-Hop ab Januar 2004). Anfangs auf klassische Tonträger wie Schallplatten, CDs und Kassetten begrenzt, wurde Discogs auf digitale Veröffentlichungen (MP3, WAV, Ogg Vorbis etc.) und andere Tonträger wie USB-Sticks erweitert. Seit einigen Jahren hat sich Discogs aus diesen Bereichen jedoch wieder zurückgezogen. Gleiches gilt für verlinkte Credits (Produzent, Textschreiber, Komponist etc.), die mittlerweile auch für nicht-musikalische Tätigkeiten – beispielsweise Design, Management und Filmproduktion – eingetragen werden können.
Im Juli 2014 wurde bekannt, dass sich Discogs auf der Liste der indizierten Webseiten der Bundesprüfstelle für jugendgefährdende Medien befindet, was netzpolitik.org als einen „klassischen Fall von Overblocking“ bezeichnete.

## Funktionsweise
Mitglieder der Discogs-Community (622.000 im März 2022) können ihre private Musiksammlung in einer Collection (‚Sammlung‘) und Wantlist (‚Wunschliste‘) verwalten. Besitzt ein Benutzer eine Veröffentlichung, die sich noch nicht in der Datenbank befindet, kann er diese selbst nach bestimmten Formatierungsregeln hinzufügen. Alle Eintragungen und Veränderungen werden direkt in der Datenbank umgesetzt. Erst anschließend werden die Einträge und Veränderungen in einem Review-Prozess von stimmberechtigten Benutzern (Jahre zuvor waren es ausschließlich freiwillige, ausgesuchte Moderatoren) überprüft und dann entweder akzeptiert, mit Begründung abgelehnt oder als verbesserungswürdig markiert. Doppel-Einträge können zu einem Eintrag zusammengefügt werden (merging).
Des Weiteren existieren neben offiziellen Discogs-Foren auch solche, die von Benutzern erstellt wurden und nicht nur auf die Themen Discogs oder Musik beschränkt sind.
Seit Ende 2005 kann man im Marketplace (‚Marktplatz‘) Tonträger (Schallplatten, CDs usw.) kaufen und verkaufen. Discogs tritt hierbei nicht als Händler auf, sondern nur als Vermittler. In Kooperation mit Junodownloads verkaufte Discogs selbst ausschließlich digitale Veröffentlichungen im MP3- und WAV-Format. Tonträger können für den Marktplatz auch gesperrt werden, d. h. sie können weder gekauft noch verkauft werden. Betroffen sind hiervon vor allem Bootlegs und Raubkopien.

## Datenbank
Im August 2022 befanden sich Daten von 16,6 Millionen Veröffentlichungen, 8,7 Millionen Künstlern und 2,0 Millionen Plattenlabels in der Datenbank.
In folgende Genres werden die Tonträger eingeteilt: Blues, Brass & Military, Children’s, Classical, Electronic, Folk/World/Country, Funk/Soul, Hip-Hop, Jazz, Latin, Non-Music, Pop, Reggae, Rock und Stage & Screen.
Seit August 2007 kann der Inhalt der Datenbank auch im XML-Format abgerufen werden. Zusätzlich werden mittlerweile monatlich Kopien des Datenbankinhalts veröffentlicht. Die Datensätze stehen unter CC0 zur Verfügung und können über eine API bezogen werden.